# Сборная новичков АБА
Сборная новичков АБА (англ. ABA All-Rookie Team) — символическая команда, которая составлялась из лучших новичков Американской баскетбольной ассоциации (АБА), выбиравшаяся с сезона 1967/1968 годов по первенство 1975/1976 годов. Состав сборной определялся голосованием главных тренеров команд ассоциации, которым не позволялось голосовать за игроков своих команд. Команда состояла всего из 5 человек. Голосование по определению лучших проходило следующим образом: каждый голосующий называл свою сборную из пяти человек; каждый игрок получал по одному баллу за каждый голос, отданный за него.
В сезоне 1969/1970 годов Спенсер Хейвуд из «Денвер Рокетс» был признан новичком года и выиграл приз самому ценному игроку АБА, а спустя два сезона его уникальное достижение повторил Артис Гилмор. В Национальной баскетбольной ассоциации (НБА) таким же результатом смогли похвастаться тоже двое: Уилт Чемберлен из «Филадельфия Уорриорз» и Уэс Анселд из «Балтимор Буллетс», которые добивались этого в сезонах 1959/1960 и 1968/1969 годов соответственно. Мел Дэниелс также признавался новичком года, однако приз самому ценному игроку АБА выиграл только в своём втором сезоне в лиге. Уоррен Джебали в том сезоне был признан новичком года, а также выиграл приз самому ценному игроку плей-офф АБА, что никому больше повторить не удалось.
Все игроки, выбранные в сборную новичков, до начала своего первого сезона в АБА или после были выбраны на драфте НБА за исключением Джона Брискера из «Питтсбург Пайперс», Майка Барретта из «Вашингтон Кэпс», Уэнделла Лэднера из «Мемфис Прос», Мозеса Мэлоуна из «Юта Старз» и Марка Олбердинга из «Сан-Антонио Спёрс». Мэк Кэлвин из «Лос-Анджелес Старз», включённый в команду новичков АБА в сезоне 1969/1970 годов, является баскетболистом, выбранным под самым поздним номером на драфте НБА (187-й). Вообще многие игроки, включённые в сборную новичков, не входили даже в число баскетболистов, выбранных в первых двух раундах драфта, но были и такие, которые попали в первую пятёрку ярмарки талантов: Дэвид Томпсон из «Денвер Наггетс» (1-й), Марвин Барнс из «Спиритс оф Сент-Луис» (2-й), Майк Грин из «Денвер Рокетс» (4-й) и Бобби Джонс тоже из «Наггетс» (5-й). В сборную новичков АБА включался всего лишь один иностранный баскетболист, центровой из Голландии Свен Нэйтер.

## Легенда к списку
| *                      | Избраны в Зал славы баскетбола                                       |
| Игрок (жирным шрифтом) | Игроки, выигравшие титул новичка года в этом же сезоне               |
| Игрок (курсивом)       | Игроки, выбранные под первым номером на драфте НБА                   |
| Драфт (номер)          | Выбор на драфте НБА перед началом соответствующего сезона            |
| Драфт (год)            | В скобках указан год драфта НБА, если игрок был выбран в другом году |

## Победители

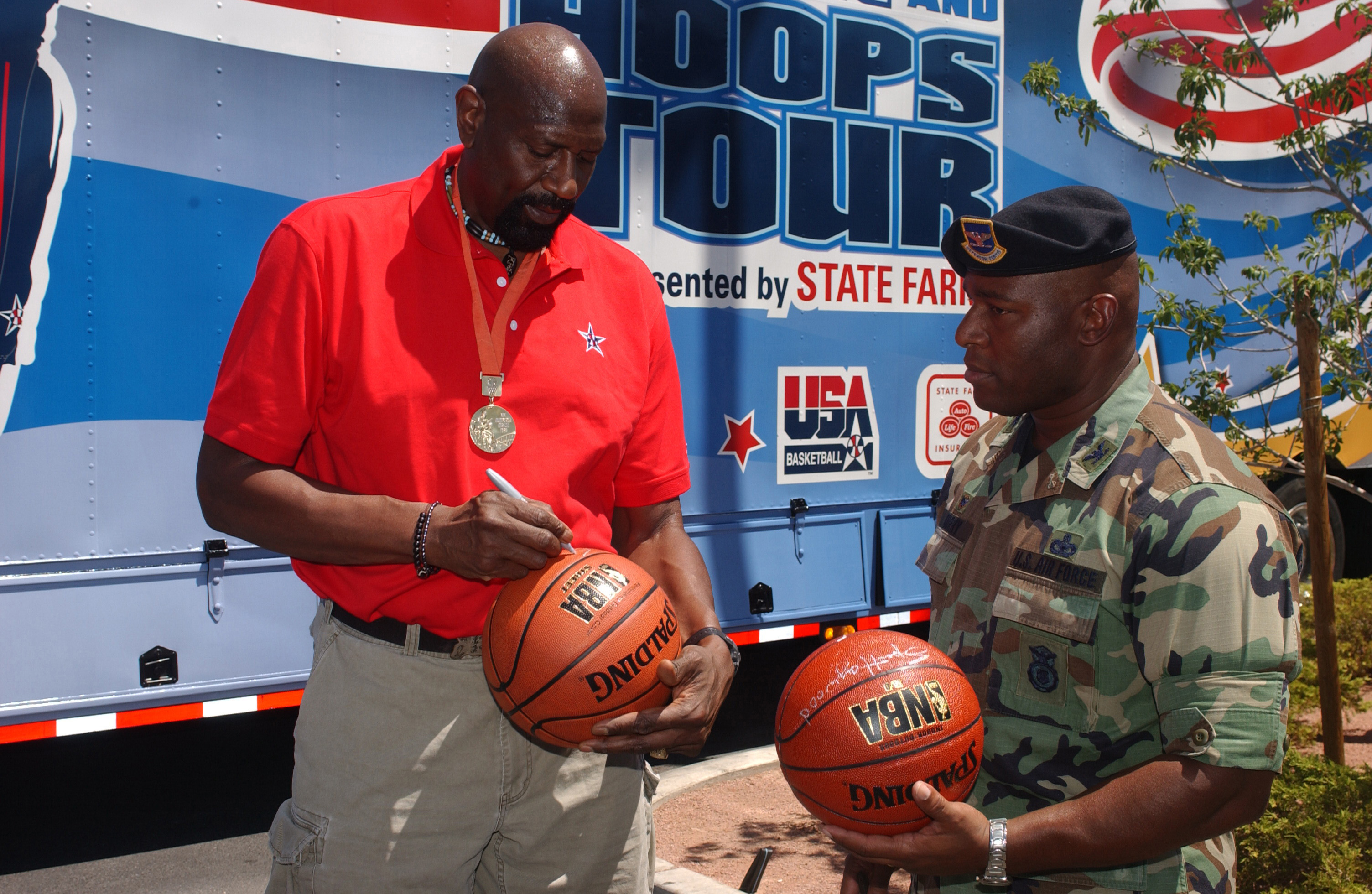
Спенсер Хейвуд в сезоне 1969/1970 годов был признан новичком года и выиграл приз самому ценному игроку АБА

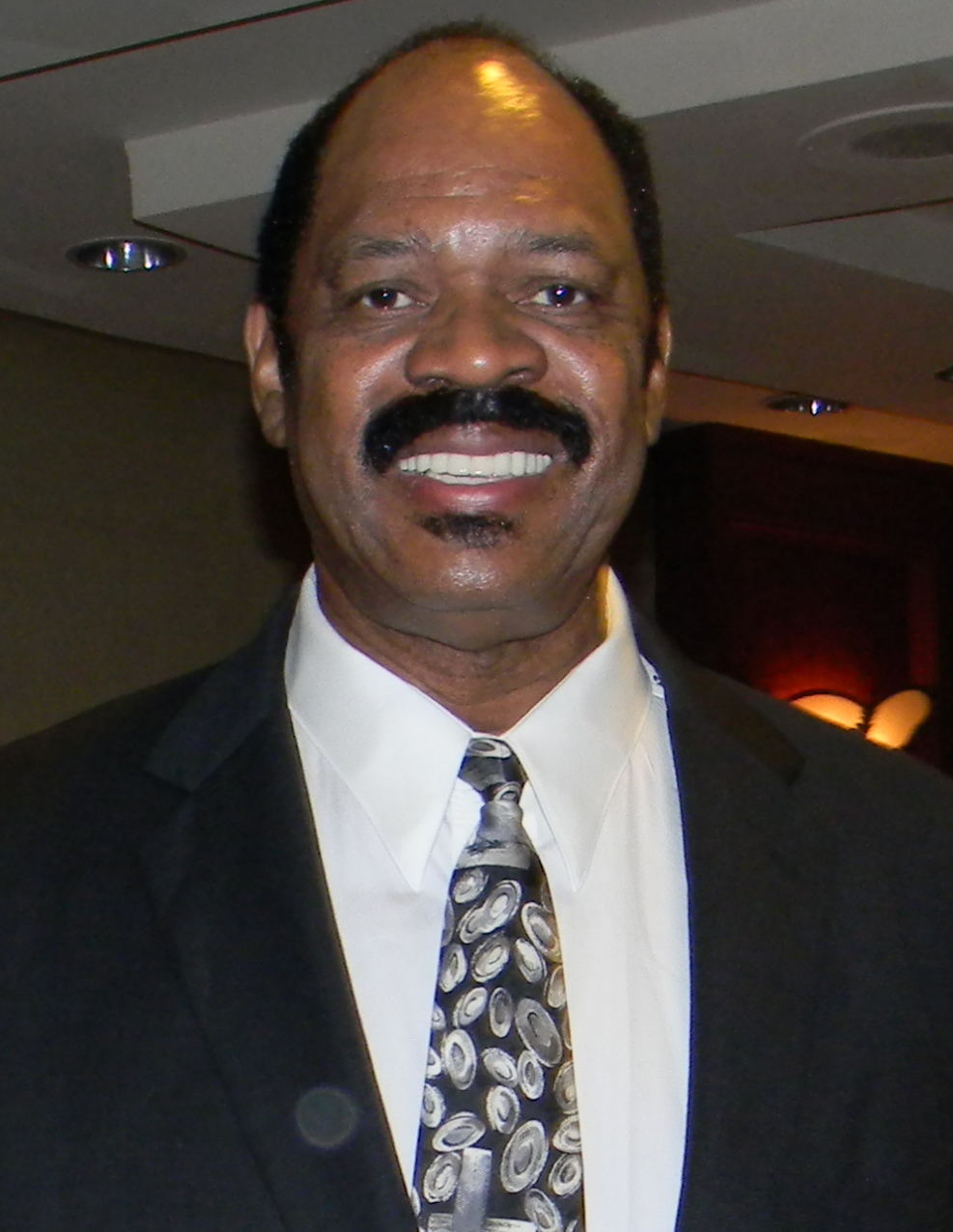
Артис Гилмор в сезоне 1971/1972 годов повторил уникальное достижение Спенсера Хейвуда

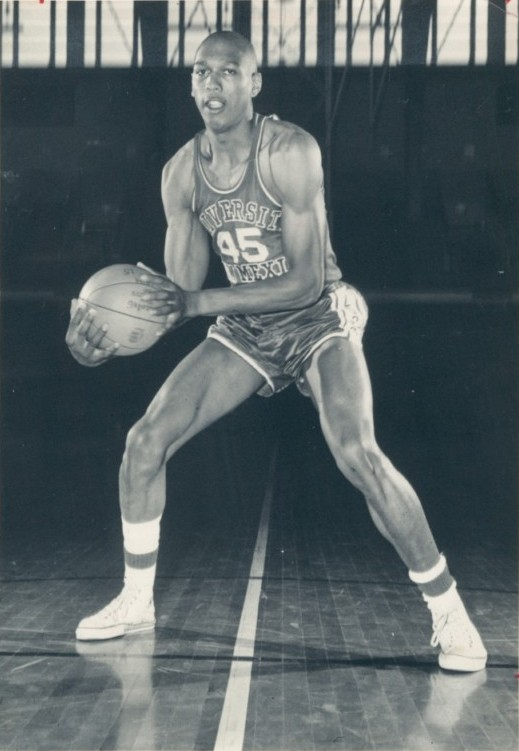
Мел Дэниелс также признавался новичком года, но приз самому ценному игроку АБА выиграл только в своём втором сезоне в лиге, став впоследствии его двукратным обладателем

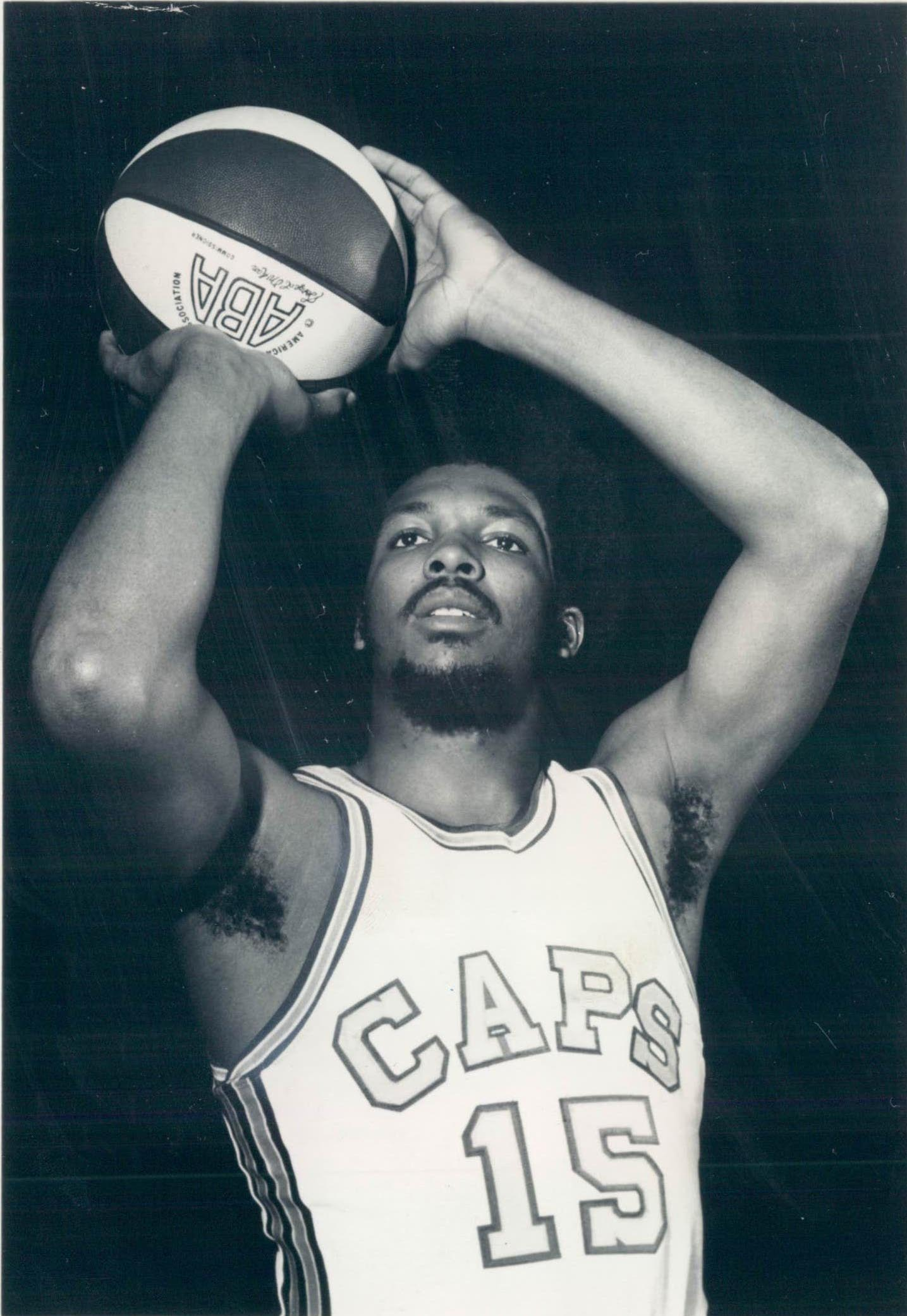
Уоррен Джебали в сезоне 1968/1969 годов был признан новичком года, а также выиграл приз самому ценному игроку плей-офф АБА, что никому больше повторить не удавалось

| Сезон     | Игроки            | Студенческие команды             | Клубы АБА              | Драфт     | Ссылки |
| --------- | ----------------- | -------------------------------- | ---------------------- | --------- | ------ |
| 1967/1968 | Боб Нетолики      | Дрейк Бульдогс                   | Индиана Пэйсерс        | 18        | [ 8 ]  |
| 1967/1968 | Трупер Вашингтон  | Чейни Вулвз                      | Питтсбург Пайперс      | 50        | [ 8 ]  |
| 1967/1968 | Мел Дэниелс*      | Нью-Мексико Лобос                | Миннесота Маскис       | 9         | [ 8 ]  |
| 1967/1968 | Джимми Джонс      | Грэмблинг Стэйт Тайгерс          | Нью-Орлеанс Баканирс   | 13        | [ 8 ]  |
| 1967/1968 | Луи Дампьер*      | Кентукки Уайлдкэтс               | Кентукки Колонелс      | 38        | [ 8 ]  |
| 1968/1969 | Рон Бун           | Айдахо Стэйт Бенгалс             | Даллас Чеперрелс       | 147       | [ 9 ]  |
| 1968/1969 | Уолт Пятковский   | Боулинг Грин Фэлконс             | Денвер Рокетс          | 99        | [ 9 ]  |
| 1968/1969 | Джин Мур          | Сент-Луис Билликенс              | Кентукки Колонелс      | 22        | [ 9 ]  |
| 1968/1969 | Ларри Миллер      | Северная Каролина Тар Хилз       | Лос-Анджелес Старз     | 62        | [ 9 ]  |
| 1968/1969 | Уоррен Джебали    | Уичита Стэйт Шокерс              | Окленд Окс             | 44        | [ 9 ]  |
| 1969/1970 | Джон Брискер      | Толидо Рокетс                    | Питтсбург Пайперс      | — (1968)  | [ 10 ] |
| 1969/1970 | Вилли Уайз        | Дрейк Бульдогс                   | Лос-Анджелес Старз     | 64        | [ 10 ] |
| 1969/1970 | Спенсер Хейвуд*   | Детройт Тайтенс                  | Денвер Рокетс          | 30 (1971) | [ 10 ] |
| 1969/1970 | Майк Барретт      | Уэст Вирджиния Тек Голден Бирс   | Вашингтон Кэпс         | — (1965)  | [ 10 ] |
| 1969/1970 | Мэк Кэлвин        | УСК Тродженс                     | Лос-Анджелес Старз     | 187       | [ 10 ] |
| 1970/1971 | Уэнделл Лэднер    | Саутерн Мисс Голден Иглз         | Мемфис Прос            | —         | [ 11 ] |
| 1970/1971 | Сэм Робинсон      | Лонг-Бич Стэйт Фоти Найнерс      | Зе Флоридианс          | 91        | [ 11 ] |
| 1970/1971 | Дэн Иссл*         | Кентукки Уайлдкэтс               | Кентукки Колонелс      | 122       | [ 11 ] |
| 1970/1971 | Чарли Скотт*      | Северная Каролина Тар Хилз       | Вирджиния Сквайрз      | 106       | [ 11 ] |
| 1970/1971 | Джо Хэмилтон      | Норт Техас Мин Грин              | Техас Чеперрелс        | 152       | [ 11 ] |
| 1971/1972 | Джулиус Ирвинг*   | УМасс Минитмен                   | Вирджиния Сквайрз      | 12 (1972) | [ 12 ] |
| 1971/1972 | Джордж Макгиннис* | Индиана Хузерс                   | Индиана Пэйсерс        | 22 (1973) | [ 12 ] |
| 1971/1972 | Артис Гилмор*     | Джэксонвилл Долфинс              | Кентукки Колонелс      | 117       | [ 12 ] |
| 1971/1972 | Джонни Нейман     | Оле Мисс Ребелс                  | Мемфис Прос            | 98 (1973) | [ 12 ] |
| 1971/1972 | Джон Роуч         | Южная Каролина Геймкокс          | Нью-Йорк Нетс          | 14        | [ 12 ] |
| 1972/1973 | Джордж Гервин*    | Истерн Мичиган Иглз              | Вирджиния Сквайрз      | 40 (1974) | [ 13 ] |
| 1972/1973 | Деннис Вуйцик     | Северная Каролина Тар Хилз       | Каролина Кугэрз        | 27        | [ 13 ] |
| 1972/1973 | Джим Чоунс        | Маркетт Уорриорз                 | Нью-Йорк Нетс          | 31 (1973) | [ 13 ] |
| 1972/1973 | Джеймс Сайлас     | Стивен Ф. Остин Ламберджекс      | Даллас Чеперрелс       | 70        | [ 13 ] |
| 1972/1973 | Брайан Тэйлор     | Принстон Тайгерс                 | Нью-Йорк Нетс          | 23        | [ 13 ] |
| 1973/1974 | Ларри Кенон       | Мемфис Тайгерс                   | Нью-Йорк Нетс          | 50        | [ 14 ] |
| 1973/1974 | Майк Грин         | Луизиана Тек Бульдогс            | Денвер Рокетс          | 4         | [ 14 ] |
| 1973/1974 | Свен Нэйтер       | УКЛА Брюинз                      | Сан-Антонио Спёрс      | 16        | [ 14 ] |
| 1973/1974 | Джон Уильямсон    | Нью-Мексико Стэйт Аггис          | Нью-Йорк Нетс          | 96        | [ 14 ] |
| 1973/1974 | Бо Ламар          | Луизиана-Лафейетт Рагин Кейджанс | Сан-Диего Конкистадорс | 44        | [ 14 ] |
| 1974/1975 | Марвин Барнс      | Провиденс Фрайерс                | Спиритс оф Сент-Луис   | 2         | [ 15 ] |
| 1974/1975 | Бобби Джонс*      | Северная Каролина Тар Хилз       | Денвер Наггетс         | 5         | [ 15 ] |
| 1974/1975 | Мозес Мэлоун*     | Не учился в университете         | Юта Старз              | — (1974)  | [ 15 ] |
| 1974/1975 | Гас Джерард       | Виргиния Кавальерс               | Спиритс оф Сент-Луис   | 50 (1975) | [ 15 ] |
| 1974/1975 | Билли Найт        | Питтсбург Пантерс                | Индиана Пэйсерс        | 21        | [ 15 ] |
| 1975/1976 | Эм Эл Карр        | Гилфорд Квакерс                  | Спиритс оф Сент-Луис   | 76 (1973) | [ 18 ] |
| 1975/1976 | Марк Олбердинг    | Миннесота Голден Гоферс          | Сан-Антонио Спёрс      | — (1975)  | [ 18 ] |
| 1975/1976 | Ким Хьюз          | Висконсин Бэджерс                | Нью-Йорк Нетс          | 45 (1974) | [ 18 ] |
| 1975/1976 | Дэвид Томпсон*    | НК Стэйт Вульфпэк                | Денвер Наггетс         | 1         | [ 18 ] |
| 1975/1976 | Лютер Бёрден      | Юта Ютес                         | Вирджиния Сквайрз      | 26        | [ 18 ] |

## Комментарии
1. ↑  После завершения школьной карьеры Мозес Мэлоун написал формальное письмо, в котором сообщал, что намерен продолжить свою баскетбольную карьеру в студенческой команде «Мэриленд Террапинс», однако, несмотря на это, позднее был выбран в третьем раунде драфта АБА командой «Юта Старз»[16], после чего подписал с ней пятилетний контракт на общую сумму в один миллион долларов[17].